# نیروگاه هسته‌ای امبالز
نیروگاه هسته‌ای امبالز (به اسپانیایی: Central Nuclear Embalse) یک نیروگاه هسته‌ای در آرژانتین است که در استان کوردوبا، آرژانتین واقع شده‌است.